# 4-Acetamidobenzolsulfonylazid
4-Acetamidobenzolsulfonyazid ist ein von einer Sulfonsäure abgeleitetes Azid. Es eignet sich zur Übertragung von Diazogruppen.

## Herstellung
4-Acetamidobenzolsulfonylazid kann hergestellt werden aus einer Lösung von 4-Acetamidobenzolsulfonylchlorid in Aceton und einer wässrigen Lösung von Natriumazid. Alternativ können die Reagenzien auch in einem zweiphasigen System aus Dichlormethan und Wasser umgesetzt werden, wobei Tetraethylammoniumchlorid als Phasentransferkatalysator zum Einsatz kommt.

## Eigenschaften
Die Verbindung schmilzt bei 108 °C und zersetzt sich ab etwa 120 °C. Es ist im Gegensatz zu einigen anderen Azidverbindungen nicht explosionsgefährlich.
4-Acetamidobenzolsulfonylazid kristallisiert im monoklinen Kristallsystem in der Raumgruppe P21 (Raumgruppen-Nr. 4) mit den Gitterparametern a = 8,0529 Å; b = 22,988 Å, c = 8,3123 Å und β = 93,543 °. Im Festkörper weisen die Moleküle planare Chiralität auf.
Die akute Toxizität der Verbindung ist gering, LD50-Werte wurden bestimmt an Ratten (oral) zu 2,4 g/kg Körpergewicht, sowie an Kaninchen (dermal) zu größer 5 g/kg.

## Reaktionen und Verwendung
4-Acetamidobenzolsulfonylazid ist ein Diazo-Transferreagenz, kann also zur Herstellung von Diazoverbindungen verwendet werden. Allgemein gelingt eine solche Reaktion mit methylenaktiven Verbindungen in Gegenwart einer Base wie Triethylamin oder Diazabicycloundecen. Geeignete Edukte sind beispielsweise Dimethylmalonat und Meldrumsäure.
4-Acetamidobenzolsulfonylazid dient auch zur Herstellung von Dimethyldiazomethylphosphonat, das zur Umsetzung von Carbonylen zu Alkinen dient. Außerdem wurde 4-Acetamidobenzolsulfonylazid zur Synthese des Naturstoffs Lagunamycin verwendet, der eine Diazogruppe aufweist.
Eine Reaktion, bei der eine Diazoverbindung nur intermediär auftritt, ist die Oxidation von Carbonsäureestern zu ihren α-Ketoderivate. Diese werden mit 4-Acetamidobenzolsulfonylazid diazotiert. Aus Aceton und Kaliumperoxomonosulfat wird in situ Dimethyldioxiran gebildet, das als Oxidationsmittel wirkt. Bei der Bildung der Ketogruppe wird Stickstoff frei und das Aceton zurückgebildet.